# دریاچه گانگا (مغولستان)
دریاچه گانگا (به لاتین: Ganga Lake) یک دریاچه در مغولستان است که در استان سوخباتر واقع شده‌است.